# Hirundapus
Hirundapus és un gènere d'ocells de la família dels apòdids (Apodidae). Aquests falciots habiten en Àsia, des del sud de Sibèria fins a les illes del sud-est asiàtic.

## Taxonomia
Segons la classificació del Congrés Ornitològic Internacional (versió 2.5, 2010) aquest gènere està format per 4 espècies:
- falciot cuaespinós gorjablanc (Hirundapus caudacutus).
- falciot cuaespinós porpra (Hirundapus celebensis).
- falciot cuaespinós de la Cotxinxina (Hirundapus cochinchinensis).
- falciot cuaespinós gegant (Hirundapus giganteus).